# Sabulina viscosa
Sabulina viscosa, syn. Minuartia piskunovii — вид квіткових рослин родини гвоздикових (Caryophyllaceae).

## Поширення
Росте у Європі від Франції до Уралу.
В Україні вид росте на піщаних схилах, відкритих місцях — у пд.-сх. Поліссі, Лівобережному Лісостепу та Степу, розсіяно